# Kính viễn vọng Subaru
Kính viễn vọng Subaru (すばる望遠鏡 Subaru Bōenkyō)  là kính viễn vọng 8,2 mét (320 in) hàng đầu của Đài thiên văn Quốc gia Nhật Bản, đặt tại Đài thiên văn Mauna Kea trên đảo Hawaii. Nó được đặt tên theo cụm sao mở được gọi bằng tiếng Anh là Pleiades. Nó có gương chính nguyên khối lớn nhất thế giới từ khi đưa vào hoạt động cho đến năm 2005.

## Tổng quan
Kính viễn vọng Subaru là kính viễn vọng phản xạ Ritchey-Chretien. Các thiết bị có thể được gắn tại tiêu điểm Cassegrain bên dưới gương chính; tại một trong hai tiêu điểm của Nasmyth trong các vỏ bọc ở hai bên của giá treo kính thiên văn, mà ánh sáng có thể được hướng vào bằng một gương thứ ba; hoặc tại tiêu điểm chính thay cho gương thứ cấp, một sự sắp xếp hiếm thấy trên các kính thiên văn lớn, để cung cấp một trường nhìn rộng phù hợp với các khảo sát trường rộng.
Năm 1984, Đại học Tokyo đã thành lập một nhóm làm việc về kỹ thuật để phát triển và nghiên cứu khái niệm về một kính thiên văn 7,5 mét (300 in). Năm 1985, ủy ban thiên văn của hội đồng khoa học Nhật Bản đã ưu tiên hàng đầu cho việc phát triển "Kính thiên văn lớn quốc gia Nhật Bản" (JNLT), và năm 1986, Đại học Tokyo đã ký một thỏa thuận với Đại học Hawaii để chế tạo kính viễn vọng ở Hawaii. Năm 1988, Đài quan sát thiên văn quốc gia Nhật Bản được thành lập thông qua việc tổ chức lại Đài quan sát thiên văn Tokyo của trường đại học, để giám sát JNLT và các dự án thiên văn quốc gia lớn khác.
Việc xây dựng kính viễn vọng Subaru bắt đầu vào tháng 4 năm 1991, và cuối năm đó, một cuộc thi công khai đã đặt cho kính viễn vọng này tên chính thức là "Kính viễn vọng Subaru". Xây dựng được hoàn thành vào năm 1998, và những hình ảnh khoa học đầu tiên được chụp vào tháng 1 năm 1999. Vào tháng 9 năm 1999, Công chúa Sayako của Nhật Bản đã đặc biệt khai trương kính viễn vọng này.
Một số công nghệ tiên tiến đã được đưa vào thiết kế kính viễn vọng. Ví dụ, 261 bộ truyền động điều khiển bằng máy tính nhấn vào gương chính từ bên dưới, điều chỉnh sự biến dạng của gương chính gây ra bởi những thay đổi trong hướng kính viễn vọng. Tòa nhà bao vây kính viễn vọng cũng được định hình để cải thiện chất lượng hình ảnh thiên văn bằng cách giảm thiểu các hiệu ứng gây ra bởi nhiễu loạn khí quyển.
Subaru là một trong số ít các kính viễn vọng tiên tiến nhất từng được sử dụng bằng mắt thường. Để cống hiến, một thị kính đã được chế tạo để Công chúa Sayako có thể nhìn trực tiếp vào nó. Nó được các nhân viên thưởng thức trong vài đêm cho đến khi nó được thay thế bằng các dụng cụ làm việc nhạy cảm hơn nhiều.